# Microeca flavigaster
Petróica-limão ou papinho-limão (Microeca flavigaster) é uma espécie de ave da família Petroicidae.
Pode ser encontrada nos seguintes países: Austrália, Indonésia e Papua-Nova Guiné.
Os seus habitats naturais são: florestas subtropicais ou tropicais húmidas de baixa altitude e florestas de mangal tropicais ou subtropicais.